# Makedonien i olympiska vinterspelen 1998
Makedonien deltog med tre deltagare vid de olympiska vinterspelen 1998 i Nagano. Ingen av landets deltagare erövrade någon medalj.